# غوشة (شمس أباد)
غوشة (بالفارسية: گوشه) هي قرية تقع في إيران في مركزي. يقدر عدد سكانها بـ 269 نسمة بحسب إحصاء 2016.